# Roman Vlad
Roman Alfred Vlad (født 29. december 1919 i Tjernivtsi, Ukraine - død 21. september 2013 i Rom, Italien) var en rumænsk/italiensk komponist, pianist, dirigent, lærer, forfatter og musikolog.
Vlad studerede klaver som ung i Rumænien , hos forskellige lærer. Han tog herefter til Rom i (1938), hvor han studerede komposition på Roms Universitet og senere på Musikkonservatoriet Santa Cecilia, hos Alfredo Casella i (1942). Vlad blev italiensk statsborger i (1951). Han har skrevet symfonier, orkesterværker, koncertmusik, kammermusik, operaer, korværker, klaverstykker, og specielt filmmusik, som han nok er mest kendt for. Han havde en karriere som koncertpianist, og dirigent med forskellige orkestre såsom feks. på La Scala i Milano. Vlad skrev også biografier om feks. Igor Stravinskij og Luigi Dallapiccola.

## Udvalgte værker
- Symfonier (19?) - for orkester
- Himlen er tom (1952-1953) - for kor og orkester
- Picasso (1957) - dokumentar film
- Den unge Toscanini (1988) - filmsoundtrack